# Cimetière juif de Saint-Rémy-de-Provence
Le cimetière juif de Saint-Rémy-de-Provence est un champ mortuaire destiné à la communauté juive de Saint-Rémy-de-Provence (Bouches-du-Rhône), principalement aux XVe et au XIXe siècles. Attesté en 1400, il a connu sa dernière inhumation le 14 février 1910. Il compte une soixantaine de tombes. Il est protégé par une inscription au titre des monuments historiques par arrêté du 17 avril 2007.

## Localisation et description
Le cimetière juif de Saint-Rémy-de-Provence est situé sur l'avenue Antoine-de-la-Salle, à environ 300 mètres au nord-nord-ouest du mausolée de Glanum, le long d'une route boisée menant au lac des Peiroou.
Le cimetière présente une forme rectangulaire. Il est ceint d'un mur de plus de deux mètres de haut que l'on traverse au moyen d'un portail surmontée d'une inscription en hébreu. Les tombes sont alignées le long du mur.

## Histoire

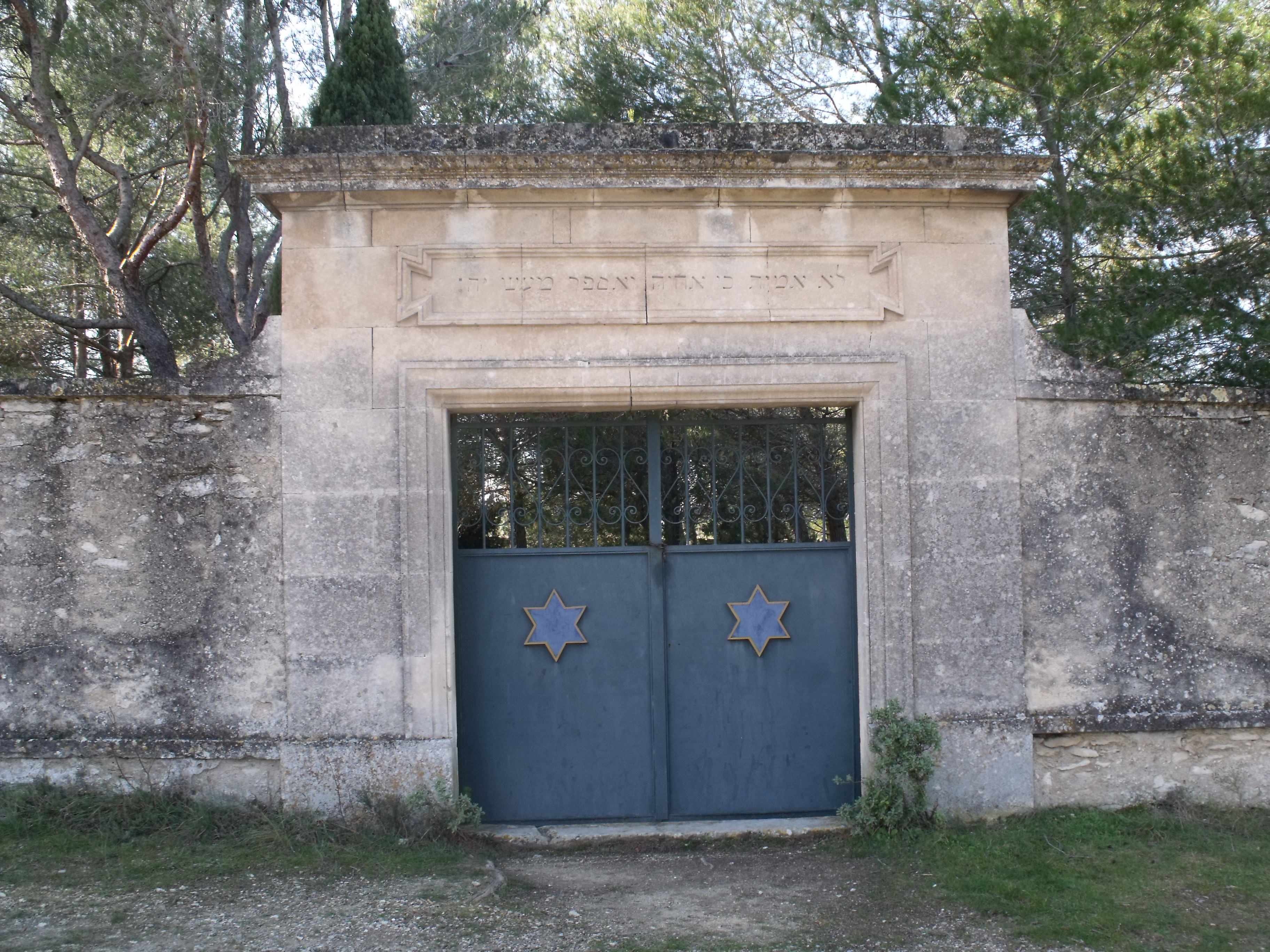
Entrée du cimetière juif de Saint-Rémy-de-Provence.

La première mention du cimetière juif de Saint-Rémy-de-Provence remonte à l'an 1400. Il s'agit alors d'un champ mortuaire dans lequel sont inhumés les défunts de la communauté juive de Saint-Rémy. Cette communauté a une certaine importance, en atteste la présence à Saint-Rémy d'une synagogue et d'une « rue de la Juiverie » dans le centre du village. En 1500, Louis XII, roi de France, fait expulser tous les juifs de Provence. Le cimetière est abandonné à cette époque.
Lors du retour des juifs comtadins, à la Révolution française de 1789, la communauté est reformée et le cimetière est à nouveau utilisé. On trouve aujourd'hui une soixantaine de tombes, dont la plus ancienne, celle de Liote Millaud, née à L'Isle-sur-la-Sorgue et habitante d'Eyragues, est datée de 1821. La tombe la plus récente est celle d'Esther Baze, née à Saint-Rémy-de-Provence le 2 mai 1826 et décédée le 14 février 1910.
Le mur d'enceinte est pris en charge pour un tiers (400 francs) par la municipalité et érigé en 1847. Le 19 avril 1977, le cimetière est officiellement désaffecté et, trente ans plus tard, le 17 avril 2007, il est inscrit sur l'inventaire supplémentaire des monuments historiques.

## Inscription du fronton
Le fronton de la porte d'entrée porte une inscription en hébreu qui est le texte biblique de Ps. 118:17 : « Je ne mourrai pas, je vivrai, et je raconterai les œuvres de l’Éternel. »